# Fight Network

Logotipo original como "The Fight Network", utilizado en diversas formas hasta 2011.

Fight Network es un Canal de televisión en inglés propiedad de Anthem Sports & Entertainment . La cadena transmite programación relacionada con deportes de combate, incluidas artes marciales mixtas, boxeo, kickboxing y lucha libre profesional .

## Historia
El canal fue concebido originalmente en Canadá, cuando obtuvo la aprobación de la Comisión Canadiense de Radio, Televisión y Telecomunicaciones (CRTC) el 30 de enero de 2004. El canal, tentativamente conocido como "TFN - The Fight Network", fue descrito como "un servicio de televisión nacional especializado de categoría 2 en inglés dedicado a programación relacionada con las artes, las habilidades y las ciencias de los combatientes". 
El canal lanzado como The Fight Network, comúnmente abreviado como TFN, fue creado y fundado por Mike R. Garrow, el 22 de septiembre de 2005, inicialmente en Rogers Cable en Ontario y New Brunswick.  Antes del lanzamiento de la cadena, Fight Network también adquirió el programa de radio de lucha libre Live Audio Wrestling, distribuyéndolo bajo el nombre Fight Network Radio. 
BlackOut Communications originalmente era propietaria de The Fight Network, pero después de varias reestructuraciones organizativas, Fight Media Inc. asumió la propiedad.
En diciembre de 2010, el ex director ejecutivo de Canwest, Leonard Asper, hizo una "inversión significativa" en Fight Network, lo que marcó su regreso a la industria de los medios después de la quiebra y liquidación de Canwest. Asper afirmó que era "una oportunidad apasionante, no exenta de desafíos, pero también, por supuesto, con un potencial significativo".  En abril siguiente, coincidiendo con UFC 129 en Toronto, la cadena cambió su nombre a simplemente Fight Network, con un nuevo logotipo y una campaña de marketing asociada para promover la programación ampliada de la cadena.  Una transmisión de alta definición lanzada en marzo de 2013 inicialmente en Rogers Cable. 
El 22 de diciembre de 2014, Fight Network anunció que había sublicenciado partes del nuevo acuerdo de derechos canadienses de UFC con Bell Media y TSN, incluida la cobertura de preliminares que no son PPV, eventos internacionales de UFC Fight Night, así como otros eventos de UFC. programación de archivos, y posibilidad de colaborar en otros programas auxiliares con TSN.  
En marzo de 2015, Fight Network adquirió los derechos canadienses de la programación de TNA Wrestling, incluidos Impact Wrestling, TNA Xplosion y TNA's Wrestling Greatest Matches .  En junio del mismo año, Fight Network anunció un acuerdo de transmisión con World Series of Fighting, que cubre Canadá y otros mercados de EMEA.  En marzo de 2016, TNA amplió su relación con Fight Network para ofrecer su programación a nivel internacional a través de las plataformas de streaming de Fight Network.  

## Adquisición de TNA y despidos posteriores
En enero de 2017, la empresa matriz de Fight Network, Anthem Sports & Entertainment, adquirió una participación mayoritaria en TNA. Bajo Anthem, la promoción pasó a llamarse "Impact Wrestling" en honor a su programa insignia.  Tras la adquisición, Fight Network comenzó a recortar la programación de su estudio; En marzo de 2017, Anthem despidió a las personalidades de Fight Network, Robin Black y John Ramdeen. En octubre de 2017 se produjeron más despidos, incluido todo el personal de Live Audio Wrestling (que, según la cadena, estaba en una "pausa"). El periodista de lucha libre Dave Meltzer informó que estos recortes se derivaron de la compra de TNA, citando que Anthem tenía la intención de utilizar la promoción para reforzar su programación, especialmente en los mercados internacionales, pero que los problemas financieros de la promoción habían obligado a Anthem a hacer recortes en Fight Network.   
En diciembre de 2018, Bell Media renovó sus derechos de UFC, pero abandonó el acuerdo de sublicencia con Fight Network, haciendo que toda la programación sea exclusiva de TSN. 

## Expansión internacional
El primer acuerdo internacional de Fight Network fue con el proveedor estadounidense de IPTV Backspace. Fight Network lanzó su sistema en los Estados Unidos en 2007;  sin embargo, después de varios meses, Backspace eliminó el canal de sus sistemas.
De acuerdo con sus planes de expansión internacional, Fight Network abrió una oficina en Ecuador para continuar su expansión global planificada en esa región.  Sin embargo, la red nunca inició operaciones en Sudamérica. En 2008, FN compró TWC Fight!, con sede en el Reino Unido. Posteriormente, la red pasó a llamarse "The Fight Network UK".  La red se cerró el 1 de diciembre de 2008.
En noviembre de 2012, Fight Network se expandió al mercado estadounidense y lanzó un servicio de suscripción para transmisión en vivo en línea del canal en NeuLion. 
En julio de 2015, Fight Network se lanzó en Suddenlink Communications en todo Estados Unidos. 
En julio de 2018, Fight Network regresó al Reino Unido en el servicio Showcase TV en Sky y Freesat. 

## Programación
Fight Network produce varios programas de noticias semanales, que incluyen:
- Fight News Now: programa de noticias diario que analiza eventos actuales, creadores de noticias y avances de peleas.
- 5 Rounds: programa de entrevistas semanal de 30 minutos que presenta análisis y análisis de artes marciales mixtas con invitados especiales.
- Toe 2 Toe: programa de entrevistas semanales de 30 minutos que presenta reuniones con personalidades y estrellas de los deportes de combate.
- MMA Meltdown with Morency - Programa semanal de noticias sobre artes marciales mixtas, presentado por Gabriel Morency .
- "Review-A-Raw - John Pollock y Wai Ting revisan episodios de WWE Raw".
- Bookie Beatdown: vista previa de las probabilidades y selecciones de fantasía antes de todos los eventos de UFC.

## Artes Marciales Mixtas
- World Series of Fighting: una organización con sede en Las Vegas fundada por Ray Sefo. [24]
- ONE Fighting Championship: una promoción con sede en Singapur. [25]
- Resurrection Fighting Alliance: una organización de MMA con sede en EE. UU. propiedad de Ed Soares y operada por él. [26]
- KSW – entidad MMA con sede en Polonia [27]
- RXF – Promoción de MMA con sede en Rumania [28]
- Cage Warriors Fighting Championship: una organización con sede en Londres fundada en 2001. [29]
- BAMMA: una promoción con sede en el Reino Unido fundada en 2009. [30]
- M-1 Global: una promoción con sede en Rusia de propiedad parcial de Fedor Emelianenko . FN transmitió la última pelea profesional de Emelianenko el 21 de junio de 2012. [31]
- Dream: una promoción japonesa ahora desaparecida promovida por FEG que también era propietaria de K-1. [32]
- Final Fight Championship: eventos híbridos de MMA y kickboxing con sede en Europa. [33]

Otras promociones internacionales de MMA transmitidas por FN incluyen M-1 Challenge de Rusia y los Países Bajos, Ultimate Challenge MMA del Reino Unido  Extreme Fighting Championship Africa,  Super Fight League de India, 
Otras promociones norteamericanas de MMA transmitidas por FN incluyen la promoción canadiense de MMA SLAMM: Tristar Fights,  Battlefield Fight League, Hard Knocks Fighting Championship, Aggression Fighting Championship y Rumble in the Cage.

## Boxing
La programación de boxeo en vivo de Fight Network incluye:
- Golden Boy Promotions – Eventos en vivo presentados por la firma promocional de Oscar De La Hoya. [38]
- Hennessy Boxing: entidad promocional con sede en el Reino Unido. [39]
- Frank Maloney Promotions: una empresa de promoción con sede en el Reino Unido. [40]
- Eye of the Tiger Boxing: entidad promocional con sede en Montreal.
- Agency Wars: producción benéfica original de boxeo amateur de Fight Network.

Otra programación de boxeo transmitida por FN:
- Clásicos de Golden Boy: peleas archivadas de la biblioteca de Golden Boy.
- Ultimate Classic Boxing – Biblioteca de peleas de los años 50, 60 y 70.
- Knockout Files: recopilación de nocauts de peleas de boxeo internacionales.
- InterBox Classics – Combates presentados por la entidad promocional con sede en Quebec.
- Best of GYM Boxing: combates promovidos por la organización con sede en Quebec.
- Estandarte: Lo mejor de la década – Combates clásicos promovidos por Artie Pellulo.
- Lo mejor de Hennessy Boxing: combates del archivo de Hennessy con sede en el Reino Unido.
- Boxeo CES - Tarjetas promovidas por Jimmy Burchfield.
- DEKADA BOXING – Boxeo profesional de Canadá.
- Valor Bare Knuckle: boxeo profesional con nudillos desnudos. Promovido por Ken Shamrock.

El archivo "From The Vault" de FN incluye peleas de Showtime Championship Boxing, ShoBox: The New Generation, Solo Boxeo Tecate, Warriors Boxing, United Promotions, KZ Event Productions, Ballroom Boxing, 12 Round Promotions y Legends of the Ring.

## Kickboxing
GLORY – promoción internacional. 

## Grappling
- ADCC, Best Of: compilaciones de combates del Campeonato Mundial de Lucha de Sumisión del Abu Dhabi Combat Club.
- Liga de sumisión profesional: eventos LA Sub X y X-Mission.
- Copa Mundial Pro Jiu-Jitsu: torneos internacionales de lucha.
- Budo Challenge: evento de lucha producido por Rickson Gracie.

## Otros deportes
- Juegos Mundiales de Combate: Los Juegos Mundiales de Combate SportAccord, que presentan 15 deportes olímpicos y no olímpicos, incluidos akido, boxeo, esgrima, judo, BJJ, kárate, kendo, kickboxing, muay thai, sambo, savate, sumo, taekwondo, lucha libre y wushu.
- Federación Internacional de Judo: organismo sancionador internacional del judo. Los torneos incluyen Grand Prix, Grand Slam y clasificación olímpica. [42]
- Federación Mundial de Karate: el organismo rector más grande del kárate deportivo reconocido por el Comité Olímpico Internacional. FN transmite los Campeonatos Mundiales de Karate Junior y Senior. [43] [44]
- Federación Mundial de Taekwondo: miembro del Comité Olímpico Internacional, los eventos presentan el arte marcial tradicional del taekwondo. [45]

## Lucha libre profesional
- Impact Wrestling
- Xplosión
- Impact Wrestling Greatest Matches
- Ring of Honor Wrestling [46]
- Consejo Mundial de Lucha Libre: programa semanal con sede en la Ciudad de México que muestra llucha libre mexicana profesional. [47]
- House of Hardcore: promoción con sede en EE. UU. fundada por Tommy Dreamer.
- Insane Championship Wrestling Friday Night Fight Club: programa semanal de ICW, filmado en Glasgow, Escocia. [48]
- International Pro Wrestling UK - Programa semanal episódico de IPW:UK [49] [50]
- "Review-A-Raw - John Pollock y Wai Ting revisan las ediciones semanales de WWE Raw".
- Review-A-SmackDown: John Pollock y Wai Ting revisan las ediciones semanales de WWE SmackDown.
- Fighting Spirit Wrestling – Recopilación de combates de Japón (New Japan Pro Wrestling) y México (CMLL). [51]
- Ultimate Classic Wrestling: carreras tempranas de notables estrellas de la lucha libre de la USWA y otras promociones.
- CMLL Wrestling: la promoción de lucha libre profesional más antigua del mundo con sede en México. [52]
- CMLL Minis: presenta la división Mini-Estrella con lucha libre estilo lucha libre de México.
- New Frontier Pro: Lucha libre profesional canadiense que presenta "Reglas de enfrentamiento redefinidas" y algunos de los mejores talentos independientes de Canadá.
- New Japan Pro-Wrestling: promoción con sede en Japón fundada por Antonio Inoki.
- Ring of Honor, Best of: promoción de lucha libre independiente de EE. UU. que presenta combates tempranos.
- WrestleCentre: promoción canadiense de Nueva Escocia.
- Smash Wrestling - Promoción canadiense de Toronto.
- Catalyst Wrestling - Promoción de lucha libre independiente de EE. UU.
- International Wrestling Syndicate - Promoción canadiense de Montreal. [53]

## Reality
- Master Toddy's Tuff Girls: 14 mujeres viven juntas y entrenan con Master Toddy mientras compiten en una competencia de estilo eliminatorio para tener la oportunidad de ganar un campeonato de Muay Thai en Tailandia. [54]
- Fight Girls: 10 luchadoras viven juntas y entrenan con Master Toddy en Las Vegas antes de competir por un campeonato mundial en Tailandia. Presenta a Gina Carano .
- ¿Tienes rencor? – Personas reales resuelven sus rencores de la vida real en peleas de boxeo amateur.
- Ninja Warrior: los atletas olímpicos, luchadores y luchadores profesionales intentan conquistar una difícil carrera de obstáculos.
- Kill Arman: no apto y sin experiencia previa, Arman tiene seis meses para aprender a luchar contra 10 guerreros diferentes con 10 artes marciales en 10 países.
- Angry Young Men de Amir Khan: serie que documenta al ex campeón de la AMB, Amir Khan, y cómo fue mentor de hombres enojados y con problemas, ayudándolos a centrarse en los valores familiares y la fe.
- TOP Army Boxer y TOP Army Fighter: la serie presenta a miembros del ejército estadounidense que compiten en combates de boxeo y MMA antes de ser enviados al extranjero.
- Ross Kemp – Kemp entrevistó a pandilleros de todo el mundo. Primera emisión en 2006. La primera serie presentó pandillas y corrupción policial en Brasil, pandillas maoríes en Nueva Zelanda, skinheads neonazis en California y gánsteres en Londres. La segunda serie contó con la "MS13" de El Salvador, neonazis en Rusia, skinheads en Polonia, pandillas estadounidenses "Bloods" y "Crips" en St. Louis y la pandilla Numbers en Sudáfrica. Además, Ross Kemp en Afganistán documenta a Kemp mientras seguía al 1⁰ Batallón del Regimiento Royal Anglian del ejército británico durante su despliegue en la provincia de Helmand en Afganistán de marzo a agosto de 2007.
- Danny Dyer's Deadliest Men: serie documental que muestra a Danny Dyer aventurándose en las oscuras profundidades del inframundo británico y persiguiendo a algunos de los criminales más notorios y temidos del Reino Unido.
- La policía de élite de Chris Ryan: el autor de best sellers Chris Ryan viaja por los puntos críticos del crimen y el terrorismo del mundo para entrenar y operar junto a una nueva generación de agentes de la ley: la Policía de Élite. La serie muestra armamento de alta tecnología enfrentando la amenaza terrorista en Kazajstán, tiroteos cuerpo a cuerpo en los barrios marginales de Brasil, enfrentamientos violentos con los cárteles de la droga mexicanos y escuadrones de asalto colombianos en el aire que destruyen los laboratorios de cocaína.
- Truth Duty Valor: cada episodio describe el intenso entrenamiento y competencia a los que se somete el ejército canadiense para mantener la preparación operativa para despliegues en el extranjero.
- Road Wars: sigue a los 14 miembros de la unidad proactiva de vigilancia de carreteras de la policía de Thames Valley mientras llevaban a cabo sus funciones. El programa ha documentado las tácticas cambiantes de los delincuentes, quizás lo más importante, su creciente violencia e imprudencia, y la respuesta de las fuerzas policiales del Reino Unido.
- WWE Tough Enough: los participantes se someten a un entrenamiento de lucha libre profesional y compiten por un contrato con WWE. Presentado por Steve Austin. [55][ fuente poco confiable? ]

## Documentaries
Bret Hart: Survival of the Hitman: documental original de Fight Network que narra la vida de Bret Hart mientras se preparaba para su regreso al ring en WrestleMania XXVI. Emitido por primera vez el 22 de marzo de 2010. 

## Programas radiales
Live Audio Wrestling (The LAW): programa de entrevistas sobre lucha libre y MMA que se transmite en línea, en Canada Talks de SiriusXM y en TSN Radio 1050.
El 23 de mayo de 2013, Fight Network lanzó tres programas de entrevistas semanales en Canada Talks de SiriusXM. 